# سن استانیسلاو
سن استانیسلاو (به اسپانیایی: San Estanislao) شهری در کشور پاراگوئه، استان سن پدرو است که جمعیت آن در سرشماری سال ۲۰۰۲ میلادی ۱۳٫۲۰۲ نفر بوده‌است.